# Операція «Дропшот»
Операція  «Дропшот» (англ. Operation Dropshot) — розроблений Міністерством оборони США план можливої запобіжної ядерної та звичайної війни з Радянським Союзом та його союзниками для протидії радянському захопленню Західної Європи, Близького Сходу та частин Східної Азії, очікуваному приблизно 1957 року. План готувався 1949 року на ранніх стадіях Холодної війни і був розсекречений 1977 року. Хоча сценарій і використовував ядерну зброю, вона не мала вирішальної ролі.
У той час американський ядерний арсенал був обмежений за розмірами, розташований переважно на території США, і залежав від бомбардувальників для доправлення до цілі. Операція «Дропшот» включала плани атак з використанням 300 ядерних бомб і 29 000 вибухових бомб на 200 цілях у 100 містах і селах, щоб знищити 85 відсотків промислового потенціалу СРСР одним ударом. Між 75 і 100 з 300 ядерних боєголовок планувались для знищення радянських бойових літаків на землі.
Сценарій був розроблений до того, як на озброєнні з'явились міжконтинентальні балістичні ракети, і навіть містив примітку, що весь план буде недійсним, якщо ракетна техніка стане дешевим і ефективним засобом доправлення ядерної зброї. Ці документи пізніше були розсекречені і опубліковані як Dropshot: Американський план третьої світової війни проти Росії 1957 року (назва книги, ISBN 080372148X).